# Oleg Gončarenko
Oleg Georgijevič Gončarenko (rusky Олег Георгиевич Гончаренко; 18. srpna 1931 Charkov, Ukrajinská SSSR – 16. prosince 1986 Moskva, Ruská SFSR) byl sovětský rychlobruslař.
Na mezinárodních závodech se poprvé představil v roce 1953, již tehdy vyhrál Mistrovství světa. O rok později získal světové stříbro a na svém prvním startu na Mistrovství Evropy se umístil na čtvrtém místě. V roce 1955 obhájil stříbro z Mistrovství světa a přidal stejný cenný kov z kontinentálního šampionátu. Startoval na Zimních olympijských hrách 1956, kde v závodech na 5000 m a 10 000 m vybojoval bronzové medaile. Následně podruhé vyhrál Mistrovství světa a na Mistrovství Evropy skončil pátý. V dalších letech dvakrát zvítězil na evropském (1957 a 1958) a jednou na světovém šampionátu (1958). To byla jeho poslední velká medaile, v následujících sezónách se již pohyboval pod stupni vítězů. Zúčastnil se také zimní olympiády 1960, kde na trati 5000 m skončil na šesté příčce. Poslední závody absolvoval v roce 1962.